# Nokia N72
Il Nokia N72 è un modello di telefono cellulare prodotto dall'azienda finlandese Nokia e messo in commercio nel 2006.

## Caratteristiche
- Dimensioni: 108 x 53 x 21 mm
- Massa: 124 g
- Risoluzione display: 176 x 208 pixel a 262 000 colori
- Durata batteria in conversazione: 3 ore
- Durata batteria in standby: 260 ore (10 giorni)
- Fotocamera: 2 megapixel
- Memoria: 20 MB
- Bluetooth